# 小行星29214
小行星29214（29214 Apitzsch）是一颗绕太阳运转的小行星，为主小行星带小行星。该小行星于1991年10月19日发现。

## 轨道参数
小行星29214的轨道半长轴为430 570 133 km，2.8781426 UA，离心率为0.142。